# Агапий (философ)
Агапий (ср.-греч. Ἀγάπιος, лат. Agapius; жил в V—VI веках) — восточноримский философ-неоплатоник. Родом из Афин, он возглавлял неоплатоническую школу в Константинополе. Один из наиболее выдающихся философов Неоплатонической школы в Афинах когда её возглавлял Марин Неаполитанский после смерти Прокла Диадоха (ок. 485 года). Заслужил восхищение со стороны других философов школы за постоянное стремление к учёбе и за постановку и попытку решения наиболее сложных философских задач. По мнению Дамаския, он был одним из наиболее выдающихся критиков ораторского искусства своего времени. Он же хвалил его характер и разносторонние знания.
В 511 году был автором лекции по истории Греции, согласно сообщению Иоанна Лида. В годы правления Зинона подвергся аресту вместе со многими другими своими последователями и коллегами-неоплатониками.